# Jesús Reyes Guadalupe
Pour les articles homonymes, voir Reyes.
Jesús Alex Reyes Guadalupe (Chincha, 21 mars 1982 - Lima, 24 septembre 2017) est un footballeur péruvien qui évoluait au poste d'attaquant.

## Biographie

### Carrière de joueur
Issu du centre de formation du Sporting Cristal, Jesús Reyes Guadalupe n'arrive pas à intégrer l'équipe première et doit se contenter de jouer avec l'équipe B en 2e division en 2001. 
Il a l'occasion de se distinguer dans des clubs de l'intérieur du pays dont le Sport Áncash, le Sport Huancayo et surtout l'Alianza Universidad au sein duquel il finit deux fois meilleur buteur de 2e division en 2012 et 2013 (voir palmarès).
Bien qu'il n'ait jamais été convoqué en équipe du Pérou, il compte quelques sélections chez les  U17 et les U20.

### Décès
Il trouve la mort à la suite d'une crise cardiaque survenue le 24 septembre 2017, au cours d'un match de football avec des amis, dans le district de Rímac à Lima.

## Palmarès
| Sport Áncash - Copa Perú (1) : - Vainqueur : 2004. |  | Sport Huancayo - Copa Perú (1) : - Vainqueur : 2008. |  | Alianza Universidad - Championnat du Pérou D2 : - Meilleur buteur : 2012 et 2013 (12 et 13 buts, respectivement). |